# 古巨基 I REALLY LOVE TO SING AROUND THE WORLD LIVE
《古巨基我好鍾意唱歌世界巡迴演唱會》（英語：古巨基 I REALLY LOVE TO SING AROUND THE WORLD LIVE）是香港男歌手古巨基是經四年後再次於香港舉辦演唱會，演唱會首站於2023年8月8日在香港會議展覽中心舉行。

## 演出製作
古巨基於2023年7月久違四年後再次於香港舉辦演唱會，但這次他並沒使用紅磡體育館為香港站場次，而是於2023年8月8日在香港會議展覽中心舉行。
古巨基於香港站的嘉賓全為較新一代的歌手，如張天賦等。
演唱會於2023年8月26日在佛山舉行巡迴首站。

## 售票
| 開售日期 | 開售日期 | 開售時間                        | 開售類型                   |
| -------- | -------- | ------------------------------- | -------------------------- |
| 2023年   | 7月17日  | 上午10時正 （香港時間）         | 香港站快達票公開發售       |
| 2023年   | 8月1日   | 上午11時30分 （香港、佛山時間） | 佛山站大麥網、貓眼公開發售 |
| 2023年   | 9月8日   | 上午11時正 （香港、東莞時間）   | 東莞站大麥網、貓眼公開發售 |
| 2023年   | 11月6日  | 中午12時正 （香港、廣州站時間） | 廣州站大麥網、貓眼公開發售 |

## 場次
| 場次 | 日期           | 國家／地區 | 城市     | 場館                           | 备注                      |
| ---- | -------------- | ---------- | -------- | ------------------------------ | ------------------------- |
| 1    | 2023年8月8日   | 香港       | 香港     | 香港會議展覽中心 Hall 5BC      | 嘉賓：張天賦、Tyson Yoshi |
| 2    | 2023年8月26日  | 中国大陆   | 佛山     | 佛山國際體育文化演藝中心       |                           |
| 3    | 2023年9月23日  | 中国大陆   | 東莞     | 東莞銀行籃球中心               |                           |
| 4    | 2023年12月10日 | 中国大陆   | 廣州     | 廣州大學城體育中心             |                           |
| 5    | 2024年1月19日  | 新加坡     | 新加坡   | 金沙會議展覽中心，金沙大宴會廳 |                           |
| 6    | 2024年1月26日  | 马来西亚   | 马来西亚 | 雲頂雲星劇場                   |                           |
| 7    | 2024年1月27日  | 马来西亚   | 马来西亚 | 雲頂雲星劇場                   |                           |
| 8    | 2024年3月16日  | 中国大陆   | 上海     | 梅賽德斯-奔馳文化中心          |                           |
| 9    | 2024年3月23日  | 美国       | 大西洋城 | 康納賭場                       |                           |
| 10   | 2024年3月30日  | 美国       | 雷諾     | 雷諾活動中心                   |                           |
| 11   | 2024年7月27日  | 中国大陆   | 重慶     | 華熙LIVE·魚洞                  |                           |

## 演唱歌曲(香港)
- 我生
- 初初
- 任天堂流淚
- 眼睛不能沒眼淚
- 漂流教室
- 順風車
- 有少少愛
- Can We Try
- 第二最愛（和Tyson Yoshi合唱）
- In My Dream（Tyson Yoshi）
- 愛神
- 樓下有人
- 心跳回憶
- 歡樂今宵
- 一刻永恆
- 自我安慰（和張天賦合唱）
- 記憶棉（張天賦）
- 地球很危險
- 時代
- 致少年時代
- 星戰
- 人生有幾多個十年
- 花灑
- 愛回家

Encore : 
- 必殺技
- 重複犯錯